# Costus spicatus
Costus spicatus är en enhjärtbladig växtart som först beskrevs av Nikolaus Joseph von Jacquin, och fick sitt nu gällande namn av Olof Swartz. Costus spicatus ingår i släktet Costus och familjen Costaceae. Inga underarter finns listade.

## Bildgalleri

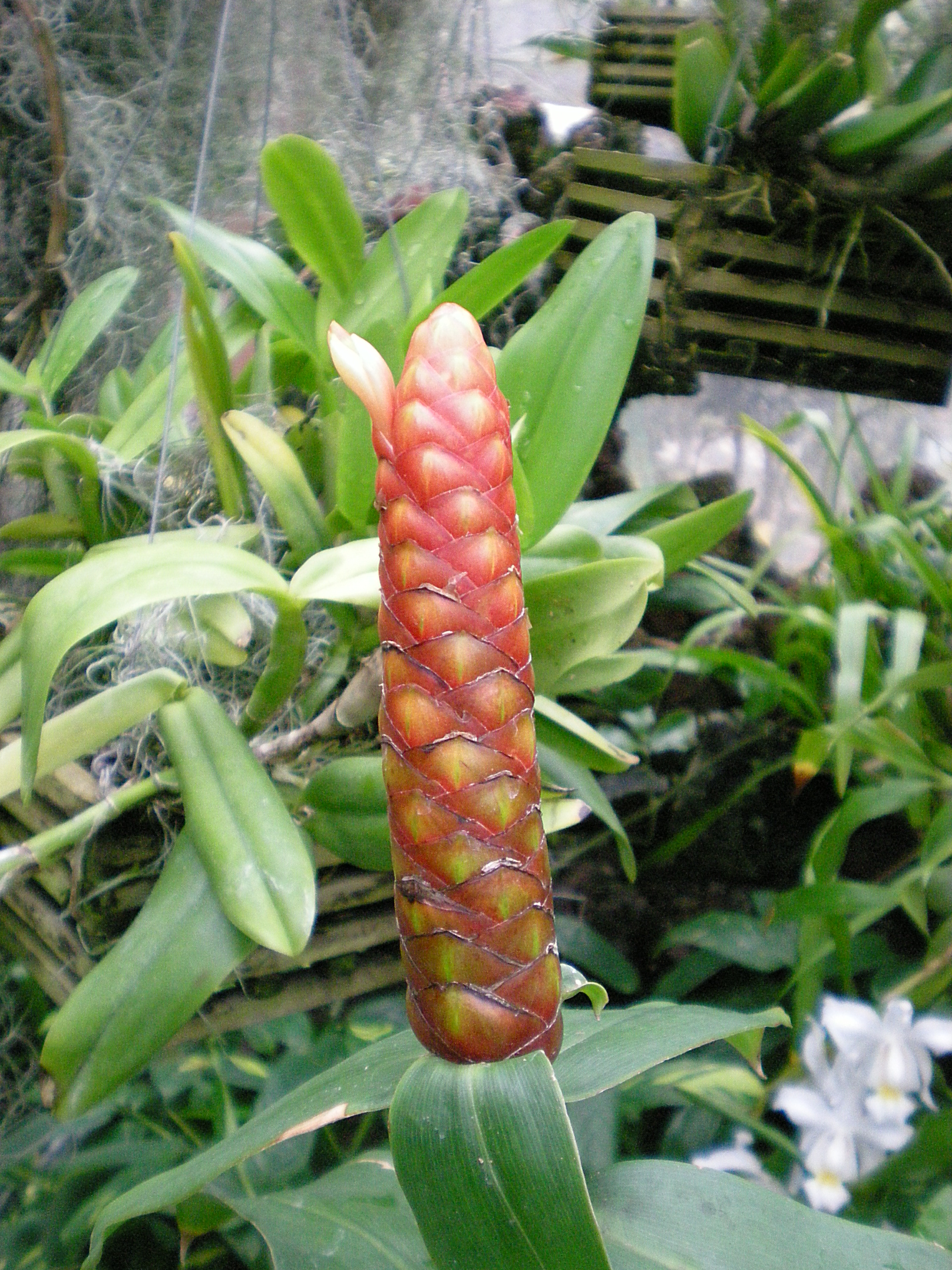
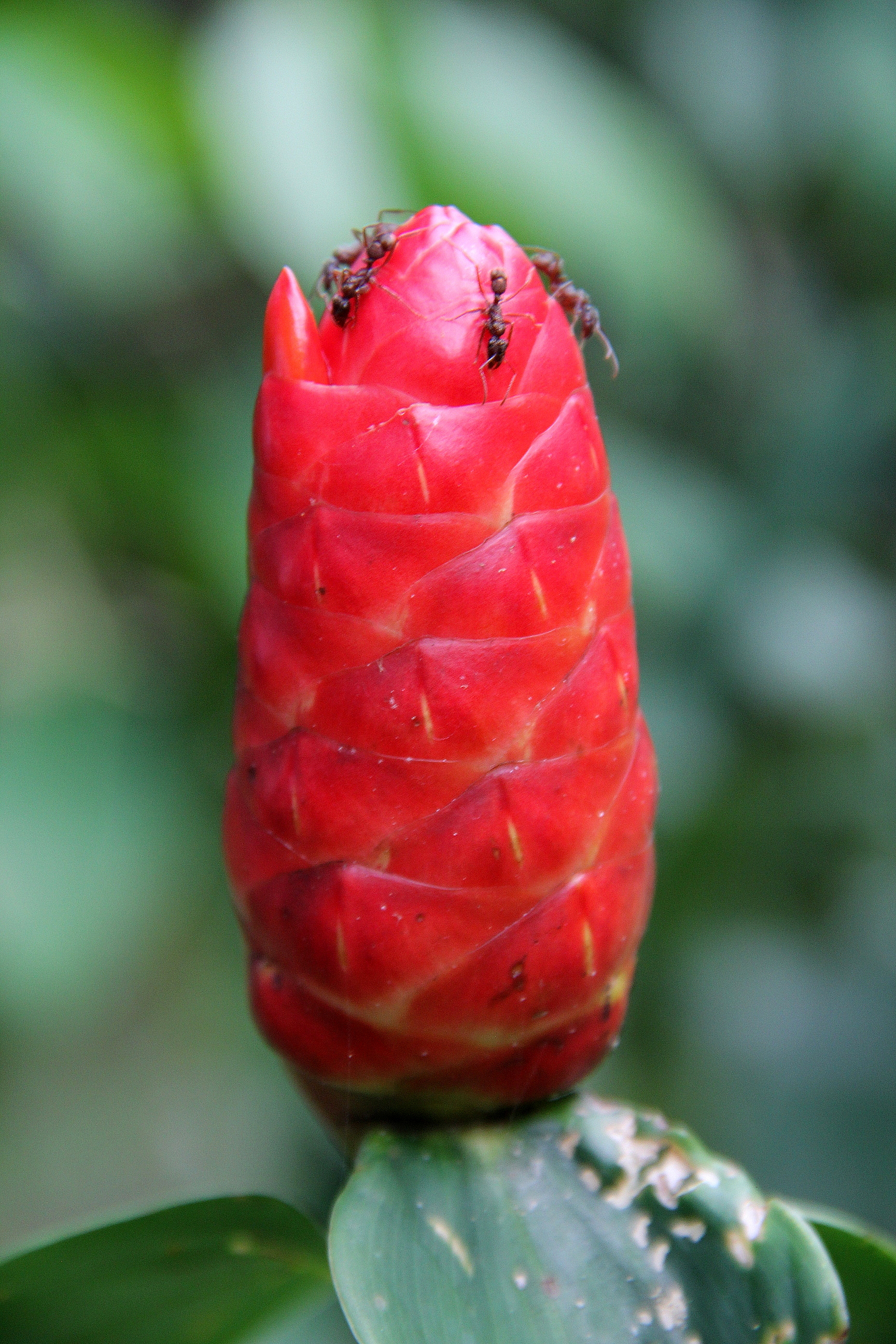
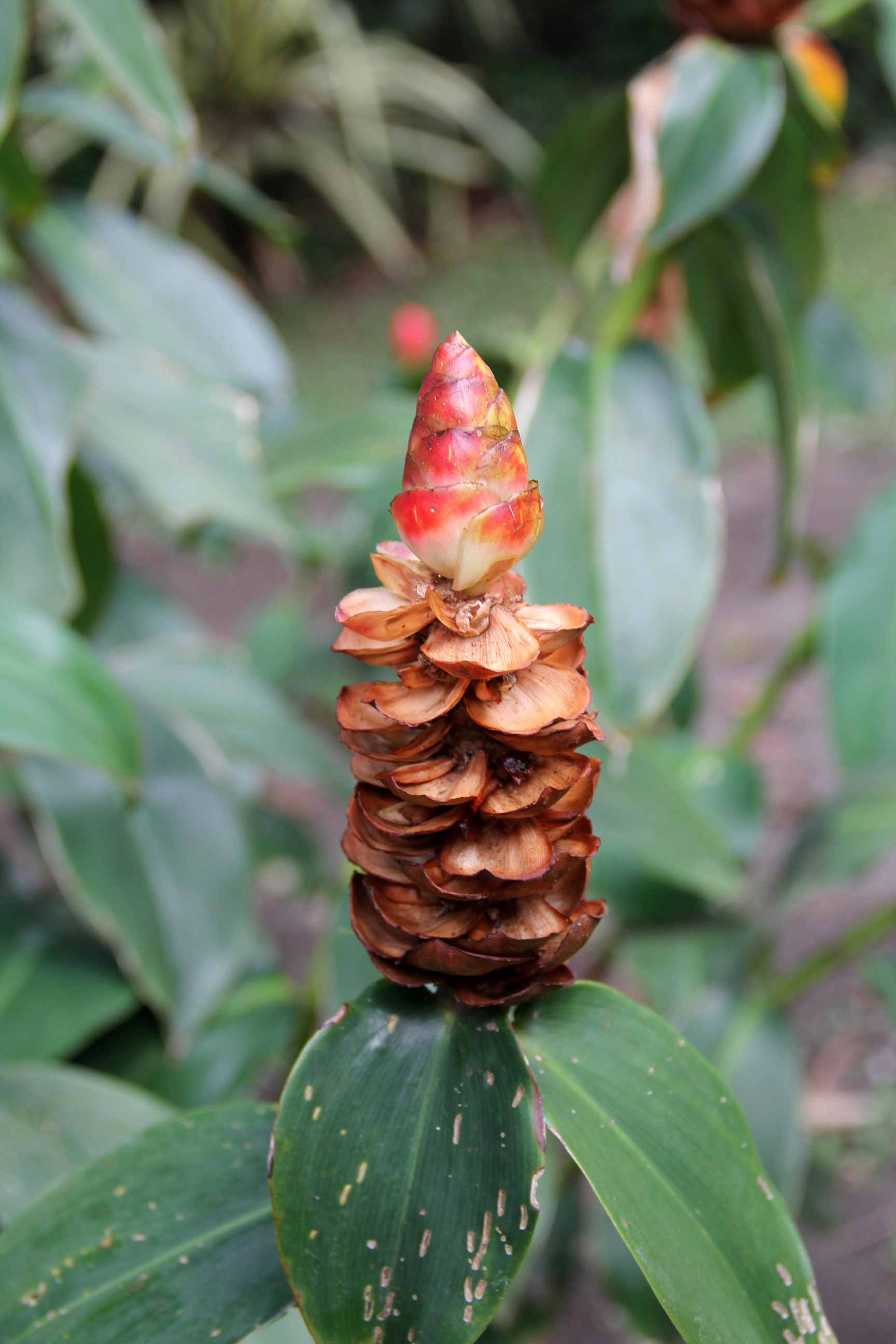
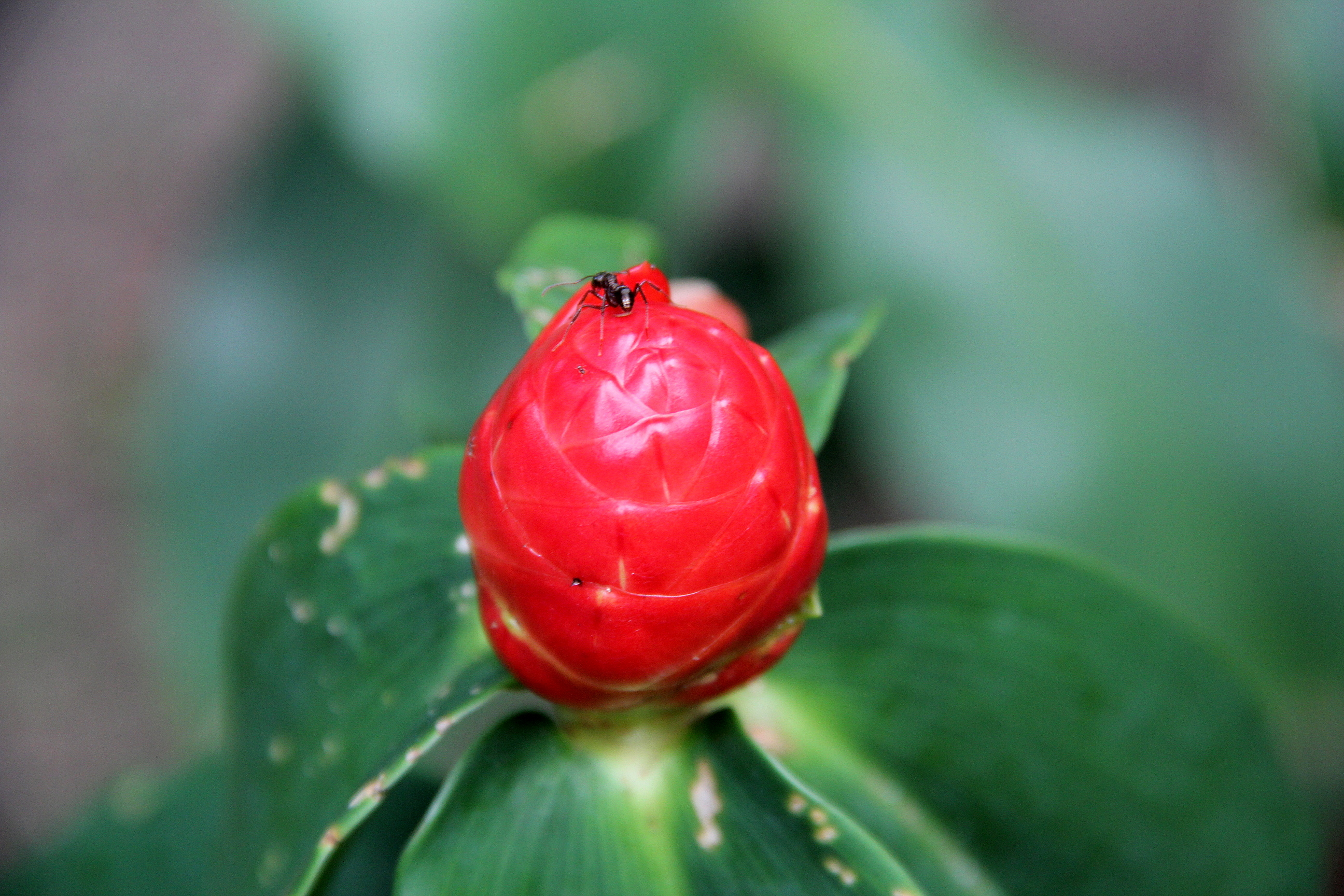